# Tailor (Musikerin)
Tailor (* 8. Dezember 1986 in Pretoria; bürgerlicher Name Melanie Le Roux) ist eine südafrikanische Musikerin (Singer-Songwriter).
Melanie Le Roux wuchs als zweites Kind eines Lehrers und einer Restauratorin, beide Afrikaaner, in Johannesburg auf. Schon in der Grundschule schrieb sie nach eigenen Angaben ihren ersten Song, über Lipgloss. Sie lernte Klavier, Gitarre und Schlagzeug spielen.

## Leben
Mit 15 sang und spielte sie in der Punkband Mel-funktion; noch als sie Teenager war, erhielt die Band einen Plattenvertrag. Mehrere Singles erschienen und die Gruppe tourte in Südafrika und Japan, zu einem Album kam es jedoch nicht. 
Die Band trennte sich nach drei Jahren. Melanie Le Roux zog sich zeitweilig zurück. Seit 2007 lebt und arbeitet sie in Kapstadt. In dieser Zeit legte sie sich den Künstlernamen Tailor zu. Sie singt auf Englisch und spielt mehrere Instrumente, insbesondere Klavier und akustische Gitarre; auf ihrem Debütalbum bedient sie auch den Bass und sorgt für die Perkussion. Beeinflusst wurde ihre Musik von Bands und Sängerinnen wie Korn, Blink-182 und Avril Lavigne. 2013 lebt sie in Melkbos, einem Küstenvorort von Kapstadt, wo sie bis zum Durchbruch mit ihrem ersten Album auch als Gitarrenlehrerin tätig war. The Dark Horse, produziert von Matthew Fink, erschien am 30. Juli 2012 beim Label Just Music; es wurde von Ted Jensen gemastert, der für seine Arbeit mit Norah Jones einen Grammy erhalten hatte. Die Single Wolf war zuvor ausgekoppelt worden. 2016 nahm sie ihr drittes Album, Trust, in Austin (USA) auf. Zu den darauf enthaltenen Singles 1000 Miles und Trust drehte sie Musikvideos, bei denen sie selbst Regie führte.

## Rezeption
Wolf wurde in die Playlisten verschiedener Adult-Contemporary-Radiosender aufgenommen – „überraschend“, wie die Herausgeberin der Website Indie Does It, Genevieve Vieira, meint. In Deutschland kam Wolf am 1. Juli 2012 auf die Playlist von FluxFM. Das Video zu Wolf stieg in die Video-Top-Ten des Musiksenders MK bei DStv ein; GoTv machte es zum Video der Woche. Das US-amerikanische Nylon-Magazin nahm Wolf am 3. August 2012 in seine fünf beliebtesten Songs der Woche Good Listener auf. Am 13. August trat Tailor mit Wolf in der Fernsehsendung Studio 1 des Senders MKTV auf, die sich der einheimischen Musikszene widmet. Mit der renommierten Alternative-Rock-Band Zebra and Giraffe ging Tailor im Herbst 2012 auf Tournee durch Südafrika. Im Januar notierte The Dark Horse unter den Top-30-Alben des hawaiianischen Radiosenders CUH der Chaminade University of Honolulu.
Ihr Plattenlabel sah die Musik von Tailors Debütalbum zwischen Modern Folk über Blues-Rock bis hin zu Pop und Soul. Die Kritikerin der Times Live bemerkte „die Zurschaustellung einer starken Stimme gepaart mit kraftvoller Musik“. Die landesweit verbreitete Tageszeitung The Citizen schrieb, es sei ein Album, „das man nicht schon nach einmaligem Hören beurteilen sollte“.
Mit der Single und dem Video zu Wolf wurde Tailor 2013 in den Kategorien Bestes Video und Bester Newcomer für die MK Awards des Fernsehsenders DStv nominiert. Im März 2013 kamen Nominierungen mit The Dark Horse für die South African Music Awards (SAMA) der Recording Industry of South Africa (RiSA) in den Kategorien Best Alternative Album und Newcomer of the Year hinzu.
2015 erhielt sie erneut eine SAMA-Nominierung für das Album Light. Ihr Lied Shaped like a Gun vom Album The Dark Horse wurde in der zwölften, Wolf in der 13. Staffel der US-Fernsehshow So You Think You Can Dance verwendet.

## Diskografie
Album
- The Dark Horse (2012)
- Light (2014)
- Trust Part 1 (2016)

Singles
- Wolf
- Indian
- 1000 Miles
- Trust